# Sporre (redskap)
Sporre är ett litet redskap i metall som sätts på hälen av ryttarens stövel eller sko. Dess ände , ofta i form av en sporrklinga, används för att öka benets verkan på hästen och därmed påverka hästens beteende.
För att inte frysa om fötterna byts  metallstigbyglarna ofta ut mot trästigbyglar. Sporren är vanligen fäst med remmar, men kan även vara skruvad i klacken.

## Historia
Sporren användes under forntiden, i början bestående av endast en spetsig ståludd fäst på hälen. Sporrklingan tillkom under medeltiden och har senare, i synnerhet i Amerika, fått en storlek av upp till 10 centimeter. I slutet av medeltiden fick den gyllene riddarsporren en symbolisk betydelse. Den utdelades under särskilda högtidligheter vid riddarslag och fick ofta följa riddaren ned i graven. Riddarsporren förekommer på flera sköldmärken. 

Man skiljer på olika slags sporrar efter utformning, några typexempel:
1. Spännsporre, som spänns fast i stöveln med remmar (sporremmar) i en slejf
2. Skruvsporre (ibland klacksporre), som skruvas fast i stövelns klack, antingen via perforerad bygel eller via skohornsklämma med skruvnyckel
3. Danssporre, sporrliknande attrapp avsedd att användas vid dans av personer i uniform där sporrar höra, saknar hals och bär en kula på udden

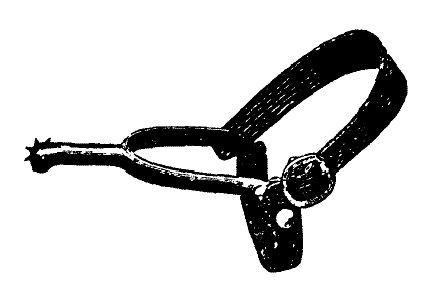
Spännsporre med sporremmar, rak hals och trissa
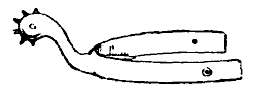
Skruvsporre med bygel, krokig hals (svanhals) och trissa
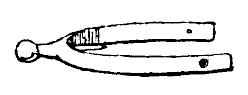
Skruvsporre med bygel avsedd för dans (danssporre)
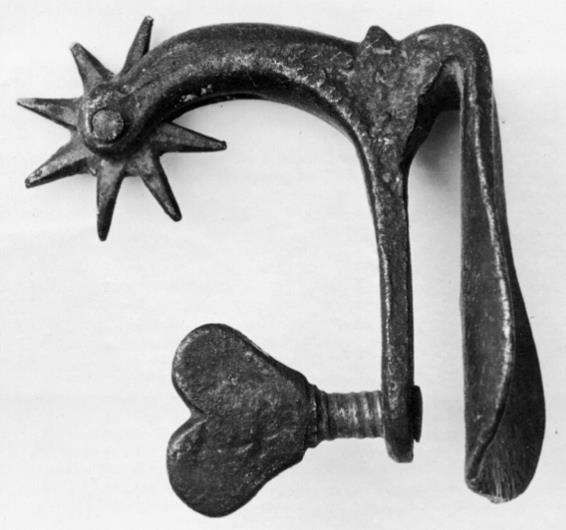
Skruvsporre med skohornsklämma, krokig hals och trissa